# Okrug Kings, New York
Kings, jedan od 62 okruga u New Yorku koji je ime dobio po Karlu II, kralju Engleske. U običnom govoru okrug je najpoznatiji pod imenom Brooklyn, jednim od pet gradskih četvrti New York Cityja. Populacija mu je 2004 iznosila 2.475.290. stanovnika, po čemu je prvi u državi, s trećom po redu crnačkom populacijom.
Na području okruga postiji 12 koleđa, 59 knjižnica, 6 muzeja, 7 hotela 12 grobalja i izlazi trinaest novina.